# Studzienecki Potok
Studzienecki Potok, Potok Królewski, Potok Królewskiej Doliny niem. Königstaler Bach – potok o długości 3,6 km, przepływający w całości w granicach administracyjnych Gdańska, wcześniej występujący pod nazwą „Bystrzec II”. Prawobrzeżny dopływ Strzyży.
Potok wypływa na wysokości ok. 50 m n.p.m., na północ od ronda A. Hakenbergera na Suchaninie, przy granicy z dzielnicą Piecki-Migowo. Dalej płynie odkrytym kanałem na północny wschód i północ, wzdłuż ulic F. Schuberta i J. Sobieskiego. Po dopłynięciu do ul. R. Traugutta potok został skanalizowany i przepływa przez teren Politechniki Gdańskiej pod jednym z budynków Wydziału ETI. Po przepłynięciu pod al. Grunwaldzką płynie odkrytym kanałem przez Park Uphagena, by po przekroczeniu linii kolejowej SKM zostać znowu skanalizowanym. Potok ostatecznie wypływa na powierzchnię w okolicach utworzonego w 2001 r. Parku nad Strzyżą i na wysokości skrzyżowania ulic dr. Kubacza i L. Mierosławskiego wpada do Strzyży.
Nazwa Królewski Potok związana jest z przedwojenną nazwą pobliskiego Królewskiego Wzgórza. W latach 1772–1793, tj. między I a II rozbiorem Polski, m.in. na potoku była oparta północno-zachodnia granica uznającego zwierzchność Rzeczypospolitej miasta Gdańska z Prusami.
Obecnie, czyli na początku XXI w., planowana jest częściowa rewitalizacja potoku na wysokości kampusu Politechniki Gdańskiej.